# 舒安
舒安，贵州遵義人，清朝政治人物、同進士出身。
雍正十一年（1733年）癸丑科進士，三甲九十八名，后事不詳。